# 品川カブ

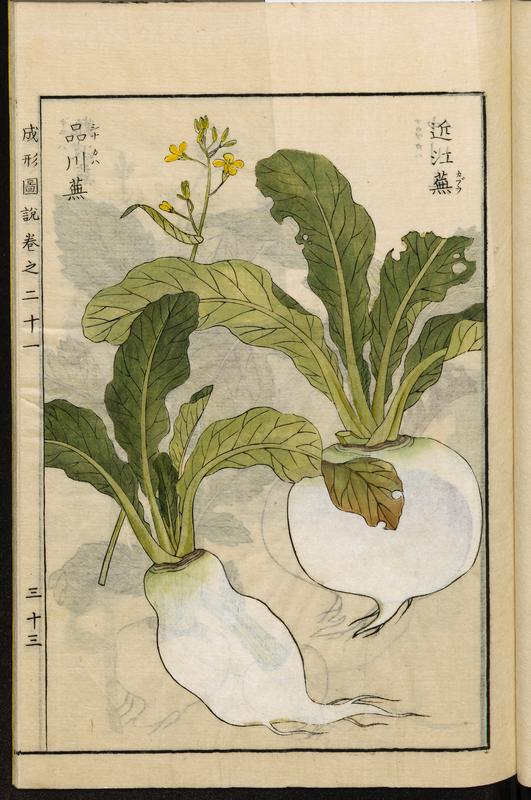
『成形図説』の品川蕪（左）

品川カブ（しながわかぶ）とは、東京都品川区の有志により復活された長カブ（蕪）で、江戸東京野菜の一つ。

## 概要
江戸時代に品川宿の周辺で栽培、食されていた漬物用の長カブ（蕪）の一種で、見た目は大根の様に長い。築地市場で「江戸野菜の復活」の取り組みを知った北品川の八百屋経営者が2004年に調査を開始。江戸時代に書かれた農書『成形図説』の中にある品川カブの絵を元に、東京都小平市で「東京大長カブ」という形が良く似たカブを栽培していることを見つける。このカブを「品川カブ」として販売することは、『成形図説』の絵が根拠となって生産者や市場、江戸野菜の研究会から認められ、自社店舗での仕入れ販売を開始した。
2006年、有志グループ「品川宿なすびの花」を結成。2007年には福祉施設、学校、幼稚園、区民農園利用者らに種子を配布し、地元での栽培が始まった。食育の一環として栽培・収穫して給食の食材に使う小学校もある。2012年12月以降、品評会が品川神社境内で行われている。

## 商品展開
地元商店街ではまちおこしの一環として、品川カブを材料とした商品を開発・販売している。
- 蕪（かぶ） - ケーキ
- カブ入りの餃子
- 蕪チーズ - チーズスフレ
- 品川蕪饅頭
- 品川かぶ漬 - 漬物
- 品川蕪麦酒 - ビール

### その他
- 携帯ストラップ - 品川カブが彫られた物